# Lettische Squashnationalmannschaft
Die lettische Squashnationalmannschaft ist die Gesamtheit der Kader des lettischen Squashverbandes Latvijas Skvoša federācija. In ihm finden sich lettische Sportler wieder, die ihr Land sowohl in Einzel- als auch in Teamwettbewerben national und international im Squashsport repräsentieren.

## Historie

### Herren
Lettland bestritt international beim European Nations Challenge Cup 2005 in Tallinn sein erstes Turnier. Zwei Jahre darauf nahm die Mannschaft mit Aleksandrs Pāvulāns als Spitzenspieler erstmals auch an Europameisterschaften teil und belegte den 23. Platz, ihr bestes Resultat. 2008 und 2009 folgte jeweils ein 25. Platz. Die vierte Teilnahme erfolgte erst 2014 und endete auf Rang 28. 2018 belegte die Mannschaft Platz 36. 2023 kam sie nicht über den 34. Platz hinaus.
An Weltmeisterschaften nahm die Mannschaft bislang nicht teil.

### Damen
Die Damenmannschaft debütierte 2009 beim European Nations Challenge Cup in Posen. Die erste Teilnahme an den Europameisterschaften erfolgte 2013, das Turnier beendete die Mannschaft auf Rang 18. 2014 wurden die Lettinnen 19., 2015 belegten sie Platz 21. 2016 verbesserten sie sich wiederum auf ihre beste Platzierung von Rang 18, ehe sie 2017 und 2018 Rang 22 belegten sowie 2019 Rang 24.
Auch die Damenmannschaft nahm bislang nicht an Weltmeisterschaften teil. Mit Ineta Mackeviča nahm bei den World Games 2017 erstmals eine lettische Sportlerin an der Veranstaltung in einem Squashturnier teil.